# Cù Huy Cận
Cù Huy Cận, ou Huy Cận, né le 31 mai 1919 à Ân Phú (vi), district de Vũ Quang, province de Hà Tĩnh, Viêt Nam, mort le 19 février 2005, est un poète et homme politique vietnamien.
Le premier recueil de Cù Huy Cận, Le Feu sacré, paraît en 1940. Dès 1941, il est actif dans la lutte pour la libération du Vietnam. Il fait partie des signataires de la Déclaration d'indépendance du Vietnam le 2 septembre 1945. Cù Huy Cận a occupé de nombreuses fonctions officielles : membre du Comité national de libération nationale en août 1945, ministre de l'Agriculture et inspecteur général de la République en 1945-1946, vice-ministre de l'Intérieur en 1946, vice-ministre de l'Économie en 1947-1949, secrétaire général du Conseil des ministres de 1949 à 1956, vice-ministre de la Culture de 1956 à 1984, ministre des Affaires culturelles et artistiques de 1984 à 1987. Il a aussi été président du Conseil national des arts et des lettres, député de l'Assemblée nationale, membre du conseil exécutif de l'Unesco de 1978 à 1983 et membre du Haut Conseil de la francophonie.
Xuân Diệu et Cù Huy Cận sont les deux représentants les plus importants du mouvement de la « Poésie nouvelle » vietnamienne. Cù Huy Cận est le père de Cu Huy Ha Vu.

## Liste des œuvres
Poésie :
- 1940 : Lửa thiêng (vi) (Le Feu sacré)
- 1942 : Vũ trụ ca (Le Chant de l'univers)
- 1958 : Trời mỗi ngày lại sáng (Le ciel devient chaque jour plus clair)
- 1960 : Đất nở hoa (La Terre fleurit)
- 1963 : Bài thơ cuộc đời (Le Poème de la vie)
- 1967 : Hai bàn tay em (Mes deux mains)
- 1973 : Chiến trường gần đến chiến trường xa (Front proche, front lointain)
- 1975 : Ngày hằng sống, ngày hằng thơ (Vie de chaque jour, poésie de chaque jour)
- 1984 : Hạt lại gieo (Semer encore)
- 1990 : Chim làm ra gio (L'oiseau fait son vent)

Livres d'artiste :
- 2002 : Le Chant des passages : livre d'artiste (17 exemplaires), poésie, gravures de Chantal Legendre
- 2004 : Le Temps des passages : poésie, huiles Chantal Legendre, Édition Maison de la poésie Rhône-Alpes et al.,  (ISBN 9782890468450)

Nouvelles, essais :
- 1940 : Tâm su gai già (Confidences d'une vieille fille)
- 1942 : Kinh câu tu (Prière pour la création)
- 1980-1982 : Suy nghi vê nghê thuât (Réflexions sur l'art)

## Prix
- 1996 : prix Hô Chi Minh[2]

## Traduction
- Cù Huy Cận (trad. Paul Schneider), Marées de la Mer orientale, La Différence, coll. « Orphée », 1994, 127 p. (ISBN 2-7291-0974-9)